# Super Chicha

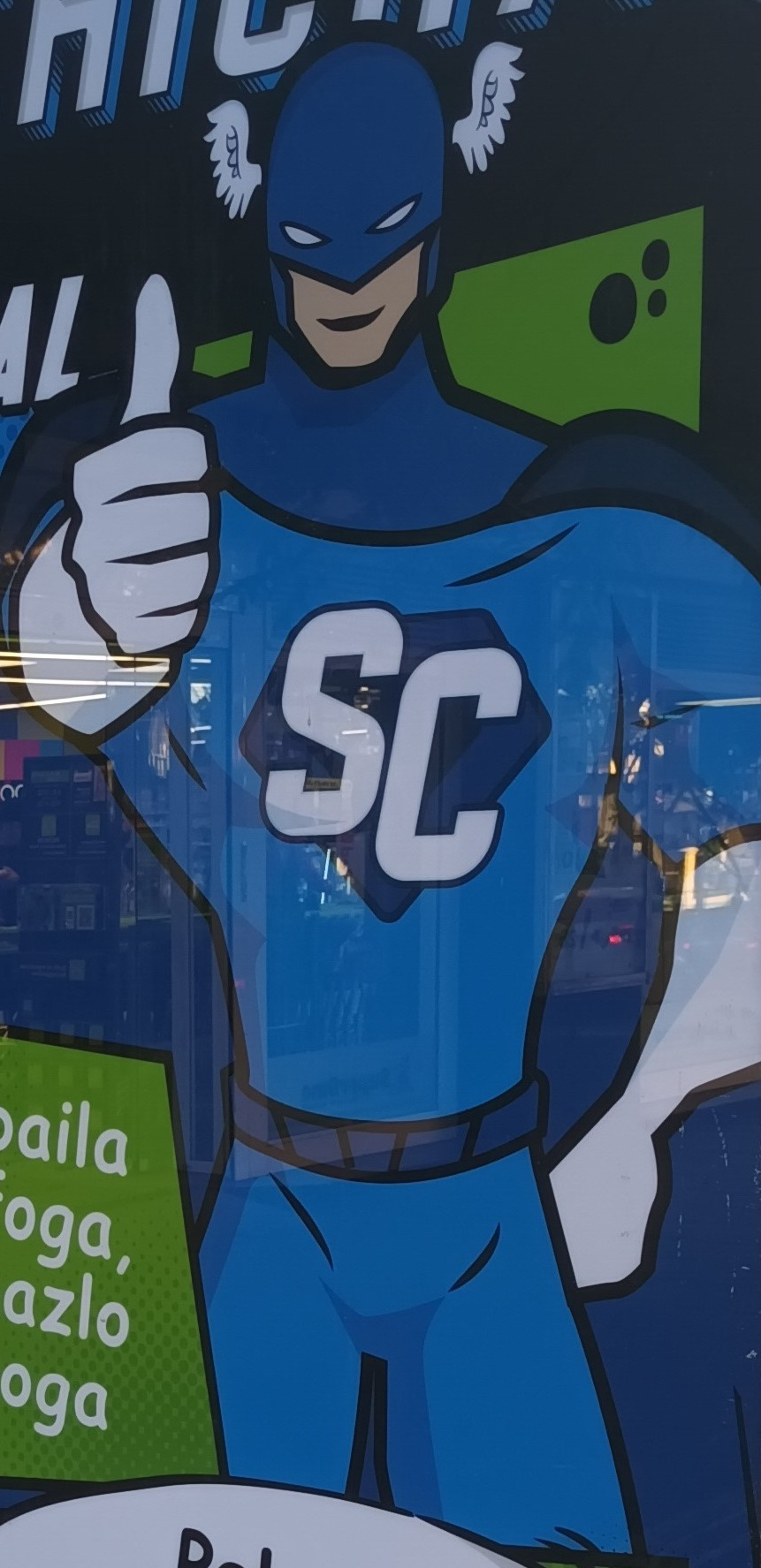
Pannello pubblicitario situato nella città di Santa Cruz de Tenerife dove puoi vedere un'immagine di Super Chicha.

Super Chicha è un personaggio immaginario creato per il Carnevale di Santa Cruz de Tenerife nel 1999 e che divenne un personaggio allegorico e ricorrente del carnevale. Per presiedere il palco di quell'anno il cui tema era il mondo dei fumetti, una statua monumentale di un supereroe patriottico dell'isola di Tenerife è stata creata dal designer Guillermo Afonso, ispirandosi a Capitan America.
La gigantesca statua di Super Chicha si trovava nella parte centrale del palco in Plaza de España, accanto a lui c'era un busto più piccolo di Lara Croft insieme ad altri supereroi del mondo dei fumetti. Dopo il carnevale, la scultura originale di Super Chicha è stata esposta nel mercato del quartiere La Salud di Santa Cruz de Tenerife fino al 2012, quando il Comune è stato costretto a smantellare la scultura a causa del suo deterioramento. Sebbene la statua non esista più come tale, Super Chicha è diventato uno dei personaggi carnevaleschi più accattivanti e amati, al punto da essere popolarmente considerato la "mascotte" del Carnevale di Santa Cruz de Tenerife.
Super Chicha indossa una maschera blu con ali bianche tra le tempie, e la scritta "Sch" sulla fronte, petto blu e guanti bianchi, il resto del costume è blu, con stivali bianchi. Super Chicha porta uno scudo circolare, lo scudo ha i colori e la forma della bandiera di Tenerife, cioè con uno sfondo blu sormontato da una croce a forma di lame bianche.